# Sparta Złotów
Miejski Ludowy Klub Sportowy Sparta Złotów – klub sportowy, założony w 1928 w Złotowie.

## Historia

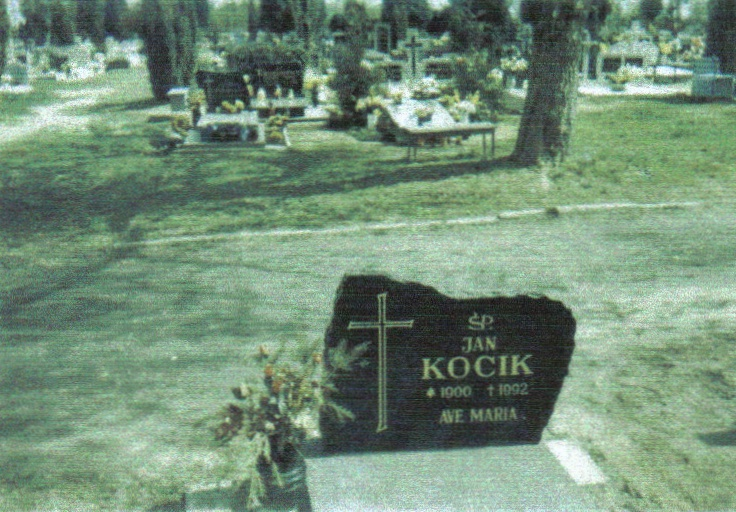
Grób założyciela klubu – Jana Kocika

Założycielem i pierwszym prezesem klubu piłki nożnej, PKS Sparta, był Jan Kocik (1900–1992), ówczesny pracownik Banku Ludowego w Złotowie. Klub istniał w latach 1928–1931. 18 czerwca 1945 reaktywowano go pod nazwą: Klub Sportowy Odra Złotów. Pierwszym powojennym prezesem został Henryk Jaroszyk. W następnych latach klub przemianowano na „Spójnię”, by w końcu przywrócić mu pierwotną nazwę: „Sparta” (od 1995 – Miejski Ludowy Klub Sportowy Sparta Złotów). W powojennym okresie istnienia klubu działało w nim 10 sekcji sportowych, poświęconych następującym dyscyplinom: piłka nożna, badminton, boks, hokej na lodzie, kajakarstwo, koszykówka, lekkoatletyka, siatkówka, tenis stołowy, tenis ziemny. Obecnie prowadzona jest 1 sekcja piłki nożnej w różnych kategoriach wiekowych plus akademia. Inne sekcje: piłki siatkowej, tenisa stołowego i boksu założyły od 1 stycznia 2020 własne stowarzyszenia zachowując nazwę Sparta.

## Sekcje sportowe
- Piłki nożnej
- Akademia Piłki Nożnej

## Osiągnięcia
- Badminton – awans do II ligi (1986) i utrzymanie się w niej przez 4 sezony
- Hokej na lodzie – awans do II ligi (1963)
- Piłka nożna (mężczyźni) – awans do IV ligi (1999 i 2008)
- Piłka nożna (kobiety) – awans do I ligi (1988), III miejsce w Mistrzostwach Polski (1985), zdobycie Pucharu Polski (1994)
- Siatkówka (kobiety) – awans do I ligi (1962), I liga (seria B) (1997)
- Tenis stołowy (kobiety) – awans do I ligi (seria B) (1998)

## Znani sportowcy – wychowankowie klubu
- Burkhard Piszczek (ur. 1941 w Złotowie, zm. 11 września 2012 w Bydgoszczy) – hokeista Polonii Bydgoszcz, reprezentant Polski
- Wanda Wiecha-Wanot (ur. 1946) – siatkarka, reprezentantka Polski, uczestniczka Letnich Igrzysk Olimpijskich w Meksyku w 1968
- Jakub Wawrzyniak (ur. 1983 w Kutnie) – piłkarz m.in. Legii Warszawa, Panathinaikosu Ateny, reprezentant Polski, obecnie GKS Katowice
- Paweł Buzała (ur. 1985 w Złotowie) – piłkarz m.in. Lecha Poznań, Lechii Gdańsk i GKS Bełchatów
- Katarzyna Konieczna (ur. 1985 w Złotowie) – siatkarka Trefla Sopot, Impelu Wrocław i BKS Bielsko Biała
- Agnieszka Bednarek-Kasza (ur. 1986 w Złotowie) – siatkarka Chemika Police, reprezentantka Polski
- Anna Manikowska (ur. 1986 w Złotowie) – siatkarka, reprezentantka Polski
- Paulina Maj (ur. 1987 w Złotowie) – siatkarka Trefla Sopot, Muszynianki Muszyna, BKS Bielsko Białareprezentantka Polski
- Paweł Fertikowski (ur. 1990 w Złotowie) – tenisista stołowy, reprezentant Polski juniorów i seniorów
- Wojciech Golla (ur. 1992 w Złotowie) – piłkarz, w 2011 przeszedł z Lecha Poznań do Pogoni Szczecin, reprezentant Polski U-21, występował wNEC Nijmegen (Holandia), obecnie Śląsk Wrocław
- Jerzy Planutis – pięściarz, mistrz Polski w 1955
- Damian Wrzesiński – pięściarz, mistrz Polski